# Aeródromo El Indio
El Aeródromo El Indio (OACI: SCVC) es un terminal aéreo ubicado junto a la Mina El Indio en la comuna de Vicuña, Provincia de Elqui, Región de Coquimbo, Chile. Es de propiedad privada.